# På begäran 2
På begäran 2 är ett samlingsalbum från 1994 av den svenska pop- och countrysångerskan Kikki Danielsson.

## Låtlista
1. Vet du vad jag vet
2. Någon däruppe
3. Get to the Church
4. Caribian Life
5. Långt bortom bergen
6. Vad som än händer
7. I'm Gonna Knock on Your Door
8. Blå vackra ögon
9. En allra sista
10. Som en sol
11. Jag hör din röst
12. Vi har hunnit fram till refrängen
13. Det finns ingen annan än du